# Daniel Sterner
Daniel Sebastian Sterner, född 25 juli 1996, är en svensk fotbollsspelare som spelar för FC Stockholm.

## Karriär
Sterners moderklubb är Bollstanäs SK. Sommaren 2016 värvades Sterner från division 5-klubben till Täby FK, som då låg i division 3. Året därefter gjorde han 23 mål på 22 matcher, och Täby vann trean och gick upp i division 2. Första säsongen i tvåan, 2018, hamnade laget i mitten av tabellen och Sterner gjorde sex mål på 20 matcher. Säsongen 2019 vann klubben serien, och Sterner gjorde 18 mål på 20 matcher och nominerades till bästa anfallare i division 2 norra Svealand.
Säsongen 2020 spolierades för Sterners del delvis av skador, men han hann ändå göra sju mål på 19 matcher för Täby FK, och i oktober presenterade superettanklubben Gais honom som nyförvärv inför säsongen 2021. Sitt första tävlingsmål för klubben gjorde han den 21 februari 2021, i cupen borta mot Halmstads BK, med en bicycleta som omgående kallades "ett klassiskt mål" av C Mores kommentator Mats Lilja. Den 10 april 2021 gjorde Sterner sin Superettan-debut samt matchens enda mål i en 1–0-vinst över Falkenbergs FF. Efter säsongen 2021 lämnade Sterner Gais.
I januari 2022 återvände Sterner till Täby FK, där han skrev på ett ettårskontrakt. I december 2022 värvades Sterner av FC Stockholm.

## Spelstil
Sterner har beskrivits som snabb och kraftfull och en skicklig avslutare med båda fötterna. Själv beskriver han sina styrkor bland annat som att han är stark och duktig även på det felvända spelet.

## Statistik

### Klubbstatistik
| Klubb                                                      | Säsong            | Inhemsk liga         | Inhemsk liga | Inhemsk liga | Nat. täv. | Nat. täv. | Internat. täv. | Internat. täv. | Totalt | Totalt |
| Klubb                                                      | Säsong            | Serie                | SM           | Mål          | SM        | Mål       | SM             | Mål            | SM     | Mål    |
| ---------------------------------------------------------- | ----------------- | -------------------- | ------------ | ------------ | --------- | --------- | -------------- | -------------- | ------ | ------ |
| Bollstanäs SK                                              | 2013              | Div 3 Östra Svealand | 1            | 0            | 0         | 0         | 0              | 0              | 1      | 0      |
| Bollstanäs SK                                              | Totalt i klubblag | Totalt i klubblag    | 1            | 0            | 0         | 0         | 0              | 0              | 1      | 0      |
| Sollentuna FK                                              | 2014              | Herrar 5 Norra       | 1            | 0            | 0         | 0         | 0              | 0              | 1      | 0      |
| Sollentuna FK                                              | Totalt i klubblag | Totalt i klubblag    | 1            | 0            | 0         | 0         | 0              | 0              | 1      | 0      |
| Bollstanäs SK                                              | 2015              | Herrar 5 Norra       | 15           | 6            | 0         | 0         | 0              | 0              | 15     | 6      |
| Bollstanäs SK                                              | 2016              | Herrar 5 Norra       | 12           | 12           | 0         | 0         | 0              | 0              | 12     | 12     |
| Bollstanäs SK                                              | Totalt i klubblag | Totalt i klubblag    | 27           | 18           | 0         | 0         | 0              | 0              | 27     | 18     |
| Täby FK                                                    | 2016              | Div 3 Östra Svealand | 4            | 0            | 0         | 0         | 0              | 0              | 4      | 0      |
| Täby FK                                                    | 2017              | Div 3 Östra Svealand | 19           | 23           | 0         | 0         | 0              | 0              | 19     | 23     |
| Täby FK                                                    | 2018              | Div 2 Norra Svealand | 22           | 6            | 0         | 0         | 0              | 0              | 22     | 6      |
| Täby FK                                                    | 2019              | Div 2 Norra Svealand | 20           | 18           | 0         | 0         | 0              | 0              | 20     | 18     |
| Täby FK                                                    | 2020              | Ettan Norra          | 18           | 6            | 0         | 0         | 0              | 0              | 18     | 6      |
| Täby FK                                                    | Totalt i klubblag | Totalt i klubblag    | 83           | 53           | 0         | 0         | 0              | 0              | 83     | 53     |
| GAIS                                                       | 2020              | Superettan           | 0            | 0            | 3         | 0         | 0              | 0              | 3      | 0      |
| GAIS                                                       | 2021              | Superettan           | 21           | 2            | 0         | 0         | 0              | 0              | 21     | 2      |
| GAIS                                                       | Totalt i klubblag | Totalt i klubblag    | 21           | 2            | 3         | 0         | 0              | 0              | 24     | 2      |
| Täby FK                                                    | 2022              | Ettan Norra          | 20           | 7            | 0         | 0         | 0              | 0              | 20     | 7      |
| Täby FK                                                    | Totalt i klubblag | Totalt i klubblag    | 20           | 7            | 0         | 0         | 0              | 0              | 20     | 7      |
| Antal matcher och mål är korrekt per den 20 december, 2022 |                   |                      |              |              |           |           |                |                |        |        |